# 颱風白海豚 (2015年)
颱風白海豚（英語：Typhoon Dolphin）是一個強勁的熱帶氣旋，成為自2002年颱風鳳仙以來首次在關島產生出達颱風程度的強風。2015年太平洋颱風季的第七個獲得命名的風暴，白海豚在5月6日於密克罗尼西亚联邦附近形成。起初向東移動，風暴緩慢地組織，然後開始向北和西北偏西移動。白海豚在5月15日增強為颱風，然後在關島和羅塔島之間經過，在兩個島嶼上均產生出達颱風程度的強風。後來隨着它轉向北移，它快速增强。總部位於美國的聯合颱風警報中心將白海豚介定為超級颱風，而日本氣象廳（JMA）估計10分鐘持續風速為每小時185公里。白海豚轉向東北移動並減弱，在5月20日轉變成溫帶氣旋，並在5月24日離開西太平洋洋盆。
風暴首先影響密克罗尼西亚联邦，特別是波纳佩州，三天內的降雨量達603毫米。大雨和狂風吹倒島上的許多樹木，其中一棵造成一人死亡，並造成100萬美元（2015年）的損失。白海豚在關島和羅塔島之間經過，在關島北部的安德森空军基地產生高達時速171公里的陣風。強風使島上四成的地區斷電，至少3,300人斷水。風暴還帶來強降雨，淹沒關島紀念醫院。白海豚破壞390座房屋，其中9座被摧毀，另有1,055人無家可歸。由於損失估計約為1000萬美元，該島被宣佈為災區。颱風還掠過羅塔島，以及塞班島，造成250萬美元的損失。

## 氣象歷史
白海豚的起源與強勁的西風爆發有關，這也導致之前颱風紅霞的形成。5月5日早上，聯合颱風警報中心開始監測一個位於波纳佩州西南約300公里的深層對流區。它擁有一不甚明確的環流且廣闊的雨帶，而低至中等的风切变和高海面溫度有利其發展。在外流增加的幫助下，對流很快變得更有組織，更集中在廣闊中心的四周。日本氣象廳（JMA）在5月6日上午時6將位於波納佩島西南約325公里處的系統歸類為熱帶低氣壓。當天晚上9時，聯合颱風警報中心也開始發佈有關該系統的公告，並將其歸類為第七號熱帶低氣壓。

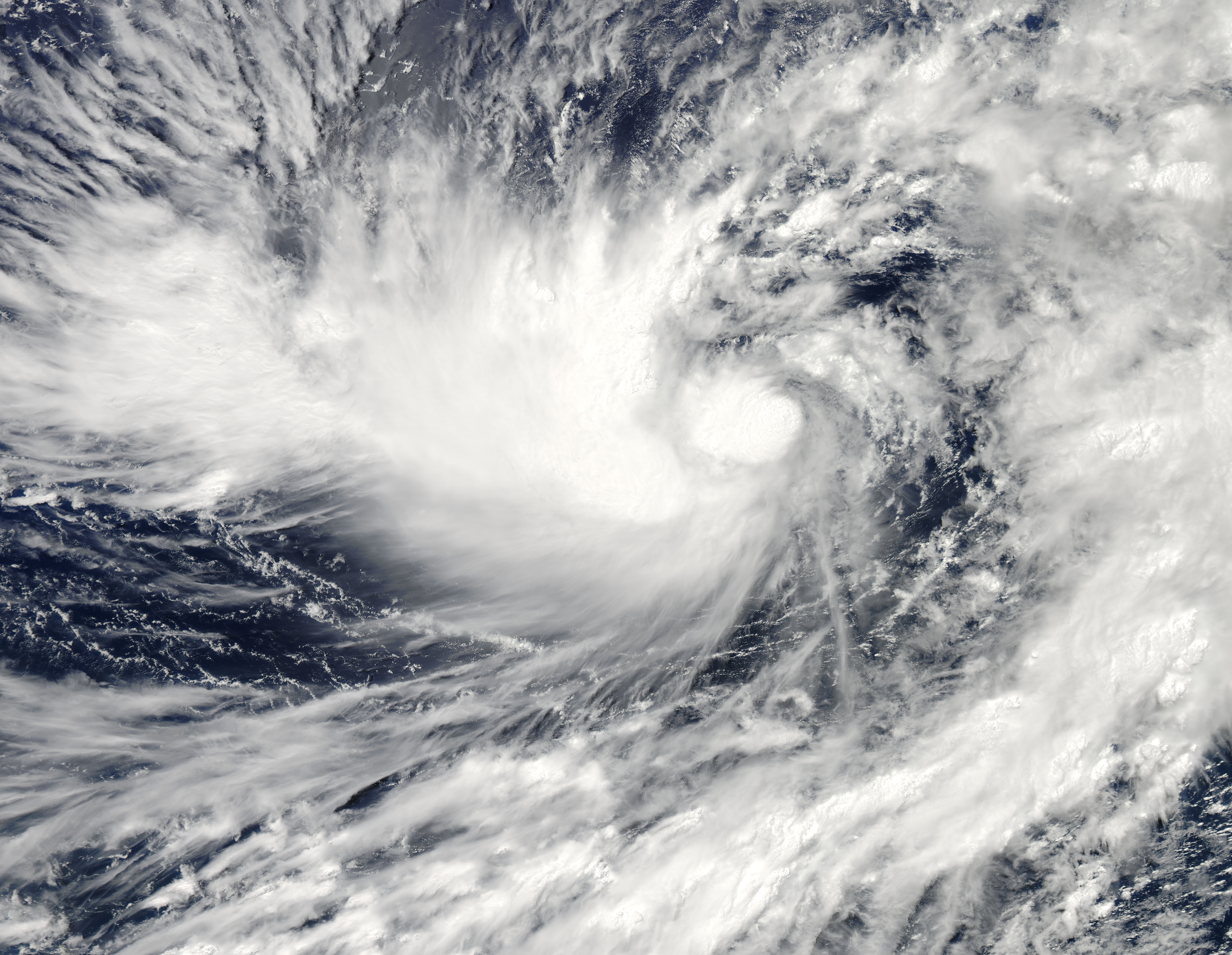
5月10日，位於波納佩州和科斯雷州之間的熱帶風暴白海豚

低氣壓形成後，它隨着低層氣流緩慢移動，聯合颱風警報中心稱之為“非典型東移”。該地區的風切變在5月7日早上使環流中的對流外露，儘管在翌日其雷暴有所增加，但主要在風暴的西北象限。一道正在建立的副熱帶高壓脊使該系統更加向北移。到5月8日，低氣壓的組織足以讓聯合颱風警報中心將其升格為熱帶風暴。翌日中午12時，日本氣象廳緊隨其後，將低氣壓升格為熱帶風暴白海豚。到那時，系統已經形成圍繞環流的螺旋雨帶，然而持續的風切變使中心暴露在環流之外。大約在那個時候，白海豚在密克罗尼西亚联邦的科斯雷州以西約80公里處掠過，在接下來的幾天裏，它經過了該區其他小島附近。儘管其結構仍被切離，但風暴在5月11日形成一眼狀特徵，表明風暴正進一步增強，而風暴正在波納佩州以東約285公里處掠過。當天，風切變開始減少，外流改善並使對流爆發。5月12日早上，日本氣象廳將白海豚升格為強烈熱帶風暴，估計10分鐘風速為每小時95公里。
5月12日，白海豚開始穩步向西北偏西方移動。隨着條件變得越來越有利，它在中心的上空形成持續的中心密集雲團區。在凌晨0時，日本氣象廳和聯合颱風警報中心基於發展中的風眼特徵，均將白海豚升級至颱風標準。最初直徑只有9公里的風眼在對流中心變得更加清晰。增強的趨勢很快被中等的南向風切變以及來自西面的乾空氣所阻止，導致常規卫星影像上的風眼變得模糊。5月15日，風切變再次減弱。緊密的核心在此期間持續存在，然而中心稍微變得模糊。當颱風靠近關島時，雷達影像上追蹤到位於最深層對流下方的風眼。5月15日晚上，白海豚在關島和羅塔島之間經過，其眼牆掠過這兩個島嶼。
離開马里亚纳群岛後，隨着風暴發展出強勁的外流通道，白海豚的風眼變得更大，兩者都表明風暴正進一步增強。5月16日，颱風在到達高壓脊西部邊緣時開始快速增强，導致其向更偏北片轉向。在當天上午6時，日本氣象廳估計10分鐘的最高風速為每小時185公里。基於其清晰的結構以及T7.0的德沃夏克評級，聯合颱風警報中心在5月16日晚上將白海豚升格為超級颱風，1分鐘風速為每小時260公里。靠近的西風帶在5月17日將白海豚轉向北及東北方，同時也帶來不利條件，導致風眼和對流拉長並減弱。到5月18日，隨着其風速繼續下跌，增強的風切變使環流外露。在對流進一步減少後，隨着白海豚在日本硫磺島附近開始進行溫帶氣旋轉化過程，聯合颱風警報中心在5月19日不再針對白海豚發出公告。翌日，其風速跌破颱風標準，日本氣象廳亦在5月21日凌晨0時宣佈白海豚已轉變成溫帶氣旋。風暴向東北方加速移動，在5月22日橫越阿留申群島。風暴到達阿拉斯加湾後速度有所放緩，於5月24日轉向東移並越過国际日期变更线。

## 防災措施、影響及善後工作

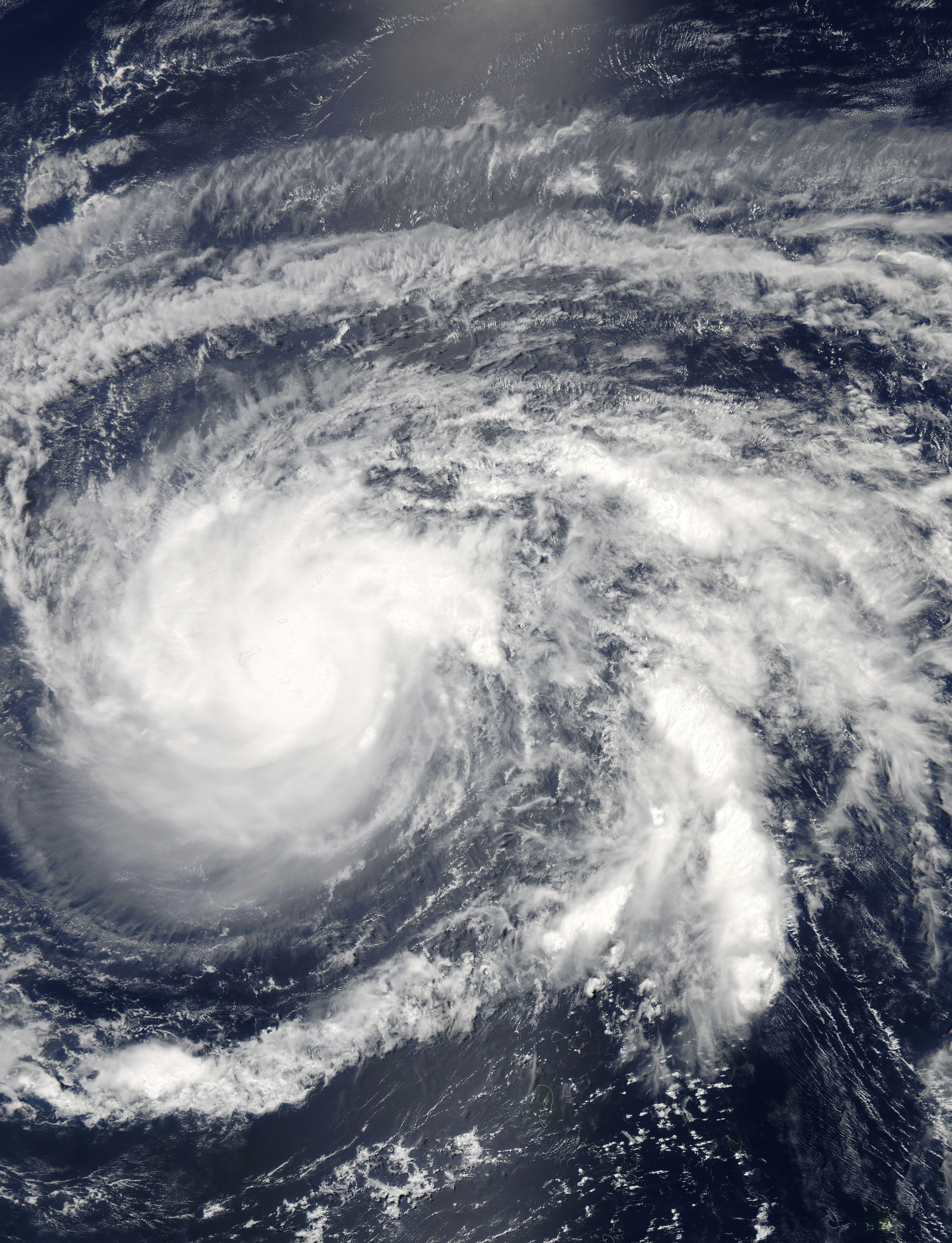
5月15日，位於關島附近的颱風白海豚

在白海豚的形成初期，它橫過密克羅尼西亞聯邦東部。在科斯雷島，風速達到每小時60公里。後來，外圍雨帶影響波納佩州，產生時速88公里的陣風及強降雨。降水量在三天內達到603毫米，其中一天達到388毫米。這佔波納佩州在2015年5月錄得創紀錄的月降雨量1,109毫米約三分之一。狂風吹倒數百棵樹木，其中一些倒塌在汽車和房屋上，造成一人死亡。當一棵樹倒塌在他們的房屋時，帕利基尔的一個家庭需要就醫。居民失去電力和供水長達兩週。許多房屋的屋頂受破壞，波納佩島約200所房屋受破壞或被摧毀。農作物還受到大浪的破壞，使鹽分入侵，影響芋頭片。密克羅尼西亞聯邦的損失估計為100萬美元。為應對破壞，密克羅尼西亞聯邦政府在6月8日宣佈波納佩州進入緊急狀態。颱風的西風產生湧浪並影響馬紹爾群島，導致瓜加林環礁的幾艘船沉沒。
為應對氣旋，關島關閉學校、企業和公共交通。聯邦緊急事務管理署（FEMA）向該島部署大約15名代表，以縮短風暴過後的應對時間。八所學校被開放為避難所，超過1,000名居民在風暴最嚴重時尋求避難。在北马里亚纳群岛的羅塔島、天寧島和塞班島開設更多避難所，近200人在那裡尋求掩護。三島之間的機場和港口被關閉，導致航班被取消。2015年初，關島的天氣預報辦公室創建一個專頁，以協助向居民通報有關颱風的資訊；在白海豚吹襲期間，該頁面的瀏覽量超過425,000次。

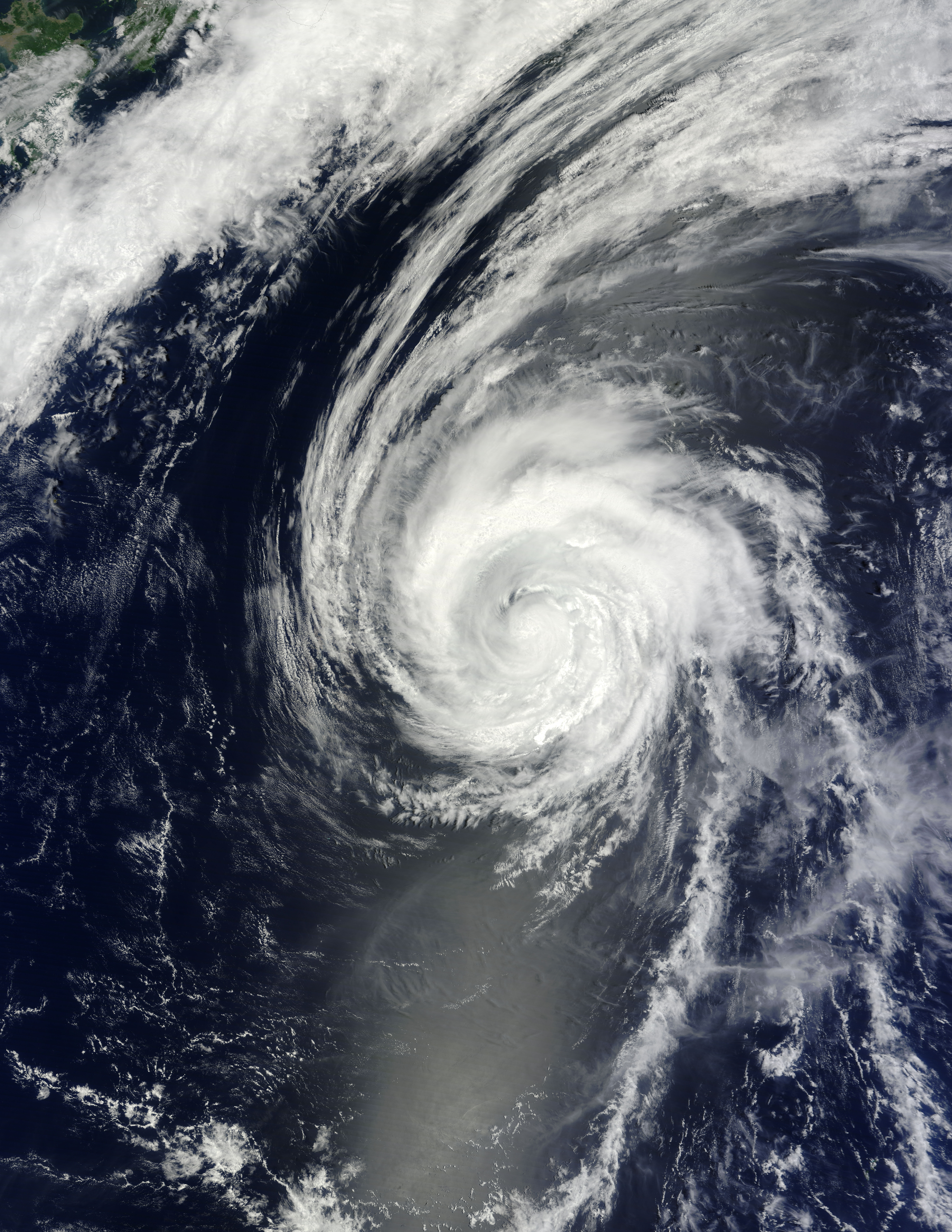
5月19日，颱風白海豚在硫磺島附近轉變成溫帶氣旋

白海豚在關島以北近距離掠過，自2002年颱風鳳仙以來首次在島上產生出達颱風程度的強風。安德森空军基地錄得的持續風速為每小時135公里，陣風達到每小時171公里。在該島中部，國家氣象局辦公室錄得時速130公里的陣風。風暴在行經過程中帶來暴雨，安德森空軍基地的雨量超過460毫米，其中240毫米在12小時內錄得。關島近海的浪高超過6.1米。在關島，強降雨導致缺乏適當排水系統的地區發生水災。關島紀念醫院因與風暴相關的水災而遭受約100萬美元的損失。強風使關島約四成的地區停電，大部分發生在該島的北部和中部，不過停電在幾天內已被修復。停電還干擾水井的發電機，導致3,300人無法獲得乾淨的水；一些地區的居民接獲燒水公告。公用事業損失估計為300萬美元。企業遭受190萬美元的損失。白海豚還造成價值120萬美元的農作物損失。颱風損毀7,000多棵香蕉樹以及39棵瀕臨滅絕的鐵木樹。一艘船在阿普拉港因洶湧的海浪而沉沒，工人被要求清理從受損船隻中漏出的油。白海豚在關島損壞390座房屋，其中9座被毀，另外55座嚴重受損。這導致1,055人無家可歸，主要在伊戈或迪迪多。總損失估計接近1000萬美元，促使總督埃迪·卡尔沃宣佈該島進入緊急狀態。6月5日，總統贝拉克·奥巴马簽署該區的重大災難聲明，準許使用聯邦援助。最終，政府提供約470萬美元的援助，主要用於公共援助。一項聯邦撥款提供220個臨時工作，用於清理和修復破壞。
在關島以北的羅塔島，白海豚產生出自2004年颱風暹芭以來首次達到颱風程度的強風。風暴摧毀島上許多的房屋。強風吹倒樹木和電線，導致全島停電。羅塔島的損失估計為250萬美元。颱風產生持續的大浪給試圖向該國運送物資的船隻造成困難，因為商店的物資開始用完。工人們迅速修復停電並清除在道路上任何由風暴造成的殘駭。北馬利安納群島政府宣佈羅塔島為災區，這意味着緊急資金可以用於救災和重建。在羅塔島以北的塞班島，陣風達到每小時101公里，降雨量總計達89毫米。
白海豚的殘留與先前的颱風紅霞一起改變更廣泛的天氣模式，為阿拉斯加州帶來創紀錄的溫暖天氣，使該州的氣溫比华盛顿哥伦比亚特区的氣溫還要高。

## 外部連結
- 日本氣象廳有關颱風白海豚的一般資訊 （页面存档备份，存于），取自數位颱風網 （英語）
- 美國海軍研究實驗室有關颱風白海豚的衛星影像[] （英語）